# Dubuque megye
Dubuque megye az Amerikai Egyesült Államokban, azon belül Iowa államban található. Megyeszékhelye és legnagyobb városa Dubuque. Lakosainak száma 99 266 fő (2020. április 1.). Dubuque megye Delaware, Jackson, Jones, Clayton, Grant és Jo Daviess megyékkel határos.

## Népesség
A megye népességének változása:
| Lakosok száma | 93 887 | 94 460 | 95 062 | 95 697 | 97 125 | 99 266 |
|               | 2010   | 2011   | 2012   | 2013   | 2015   | 2020   |